# Москера, Франсиско Антонио
Франси́ско Анто́нио Моске́ра Вале́нсия (исп. Francisco Antonio Mosquera Valencia; род. 1 апреля 1992 года) — колумбийский тяжелоатлет, двукратный чемпион мира 2017 и 2022 годов, трёхкратный панамериканский чемпион, призёр Панамериканских игр 2015 года.

## Карьера
Он открыл для себя тяжёлую атлетику в спортзале, наблюдая за занятиями более старших ребят. 
На Панамериканском чемпионате 2013 года спортсмен из Колумбии завоевал золотую медаль в весовой категории до 62 кг, взяв вес 286 кг. Через год вновь праздновал успех на чемпионате Панамерики.
В 2013 году он принял участие на чемпионате планеты, но занял лишь 4-е итоговое место.
На Панамериканских играх 2015 года в Торонто Франсиско завоевал серебряную медаль с общим итоговым весом 305 кг. В этом же году на чемпионате мира в Хьюстоне он также становится вторым.
Он не смог участвовать в Олимпийских играх 2016 года из-за разрыва сухожилия в левом колене.
В 2017 году на чемпионате мира в Анахайме он опережает всех и завоёвывает золотую медаль с общим итоговым весом на штанге 300 кг. 
В 2018 году на чемпионате мира Франсиско завоёвывает малую бронзовую медаль в упражнении толчок, но занимает итоговое 4-е место с общим весом 304 кг.
В сентябре 2019 года на чемпионате мира в Паттайе, колумбийский спортсмен, в весовой категории до 61 кг, завоевал бронзовую медаль набрав в сумме двоеборья 302 кг. В толкании штанги он завоевал малую серебряную медаль (172 кг).
В декабре 2021 года принял участие в чемпионате мира, который состоялся в Ташкенте. В весовой категории до 67 килограммов, колумбиец по сумме двух упражнений с весом 316 кг стал серебряным призёром. В упражнении толчок он завоевал малую серебряную медаль.
На чемпионате мира 2022 года в Боготе, в Колумбии в категории до 67 кг завоевал чемпионский титул по сумме двух упражнений с результатом 325 кг, также в его копилке малая серебряная медаль в толчке (182 кг).
В Саудовской Аравии, где состоялся Чемпионат мира по тяжёлой атлетике 2023 года, колумбийский спортсмен в категории до 67 кг стал четвёртым с результатом 311 кг по сумме двух упражнений. Малая серебряная медаль в толчке досталась ему.

## Спортивные результаты
| Год  | Соревнование              | Место проведение | Весовая категория | Рывок  | Толчок | Сумма двоеборья | Место |
| ---- | ------------------------- | ---------------- | ----------------- | ------ | ------ | --------------- | ----- |
| 2011 | Панамериканские игры      | Гвадалахара      | до 56 кг          | 117 кг | 145 кг | 262 кг          | 4     |
| 2013 | Панамериканский чемпионат | Остров Маргарита | до 62 кг          | 126 кг | 160 кг | 286 кг          | 1     |
| 2013 | Чемпионат мира            | Вроцлав          | до 62 кг          | 130 кг | 165 кг | 295 кг          | 4     |
| 2014 | Панамериканский чемпионат | Санто-Доминго    | до 62 кг          | 124 кг | 160 кг | 284 кг          | 1     |
| 2015 | Панамериканские игры      | Торонто          | до 62 кг          | 135 кг | 170 кг | 305 кг          | 2     |
| 2015 | Чемпионат мира            | Хьюстон          | до 62 кг          | 140 кг | 175 кг | 315 кг          | 2     |
| 2016 | Панамериканский чемпионат | Картахена        | до 62 кг          | 135 кг | 170 кг | 305 кг          | 1     |
| 2017 | Чемпионат мира            | Хьюстон          | до 62 кг          | 130 кг | 170 кг | 300 кг          | 1     |
| 2018 | Чемпионат мира            | Ашхабад          | до 61 кг          | 135 кг | 169 кг | 304 кг          | 4     |
| 2019 | Панамериканские игры      | Лима             | до 61 кг          | 132 кг | 170 кг | 302 кг          | 1     |
| 2019 | Чемпионат мира            | Паттайя          | до 61 кг          | 130 кг | 172 кг | 302 кг          | 3     |
| 2022 | Чемпионат мира            | Богота           | до 67 кг          | 143 кг | 182 кг | 325 кг          | 1     |
| 2023 | Чемпионат мира            | Эр-Рияд          | до 67 кг          | 135 кг | 176 кг | 311 кг          | 4     |